# Choe Yŏngrim
Ch'oe Yŏngrim hay Chuê Yêng Rim (KCNA: Choe Yong Rim, sinh năm 1930) là Thủ tướng (naegak ch'ongri, 내각 총리, Hán-Việt: nội các đổng lý) của Cộng hòa Dân chủ Nhân dân Triều Tiên từ năm 2010 đến năm 2014.

## Tiểu sử
Ch'oe Yŏngrim đã lần lượt học qua Trường Cách mạng Mangyŏngdae, Đại học Kim Nhật Thành và Đại học Quốc gia Moskva trước khi nắm giữ nhiều chức vụ khác nhau từ thập niên 1950.
Từ ngày 11 tháng 4 năm 2005 đến tháng 7 năm 2009, ông là tổng thư ký (sŏgijang) Đoàn chủ tịch Hội đồng Nhân dân Tối cao Triều Tiên, thay thế cho Kim Yunhyŏk.
Đến trước ngày 30 tháng 5 năm 2010, Ch'oe là Bí thư Thành ủy Bình Nhưỡng.
Ông cũng là ủy viên dự khuyết của Bộ chính trị Trung ương Đảng Lao động Triều Tiên, và là cựu Viện trưởng Viện kiểm sát.
Trong phiên họp thứ hai của Quốc hội Triều Tiên, Ch'oe thay thế Kim Yong-il trở thành Thủ tướng nước này.